# Женская собственность
«Же́нская со́бственность» — российский мелодраматический художественный фильм, снятый режиссёром Дмитрием Месхиевым в 1998 году по мотивам одноимённого рассказа Валентина Черных.

## Сюжет
Молодой абитуриент Андрей Калинин сдаёт экзамены в театральный институт. Таланта у него маловато, зато есть бездна обаяния. К тому же он влюбляется в преподавателя этого института и члена приёмной комиссии Елизавету Каминскую — актрису, поразившую его воображение ещё в детстве. Она гораздо старше его, одинока и неизлечимо больна…

## В ролях
| Актёр                | Роль                                                                          |
| -------------------- | ----------------------------------------------------------------------------- |
| Константин Хабенский | Андрей Калинин                                                                |
| Елена Сафонова       | Елизавета Петровна Каминская, актриса, преподаватель театрального института   |
| Александр Абдулов    | Сазонов, ректор театрального института, председатель экзаменационной комиссии |
| Амалия Мордвинова    | Ольга                                                                         |
| Нина Усатова         | Райка, директор кинокартины                                                   |
| Юрий Кузнецов        | Колосов, директор театра                                                      |
| Виктор Бычков        | Игорь                                                                         |
| Илья Шакунов         | Антон                                                                         |
| Андрей Зибров        | Костя, бывший муж Ольги                                                       |
| Татьяна Ткач         | Мира, кинорежиссёр                                                            |
| Татьяна Лютаева      | Зоя Борщевская                                                                |
| Александр Половцев   | Яша, заведующий группой                                                       |
| Михаил Пореченков    | друг Андрея                                                                   |
| Любовь Тищенко       | соседка                                                                       |

## Съёмочная группа
- Автор сценария: Юрий Коротков, Наталия Чепик, Валентин Черных.
- Режиссёр: Дмитрий Месхиев.
- Оператор: Юрий Шайгарданов.
- Композиторы: Иван Смирнов, Михаил Смирнов.
- Продюсеры: Елена Яцура.

## Технические данные
- Издание на DVD: R5, 1 диск DVD, видео 4:3, звук Dolby Digital 2.0, PAL, издатель: «Союз-видео».

## Награды
- 1999 — приз за лучшую главную женскую роль на международном фестивале актёров кино «Созвездие» Гильдии актёров кино России — актриса Елена Сафонова.
- 2000 — приз за лучшую актёрскую работу на VI российском кинофестивале «Литература и кино» в Гатчине — актриса Нина Усатова[1].
- 2000 — приз за лучшую актёрскую работу на VI российском кинофестивале «Литература и кино» в Гатчине — актёр Константин Хабенский[1].
- 2000 — приз прессы «за предоставление лучшей программы фильмов» на VIII Всероссийского кинофестиваля «Виват, кино России!» в Санкт-Петербурге — режиссёр Дмитрий Месхиев.